# ちとせの岩よ
ちとせのいわよ(英語：Rock of ages, cleft for me)はイギリスの四大賛美歌の一つ。
原作者は、オーガスタス・M・トップレディーである。トップレディが1762年、国教会の教職としてブローデムベリーに赴任して最初の賛美歌集を出版した。この曲は、1775年に序言と共に発表された。

## 所収
- 讃美歌260番「ちとせの岩よ」